# 川上浩子
川上 浩子（かわかみ ひろこ）は、日本の女性実業家、吉乃川株式会社元代表取締役社長。

## 人物・経歴

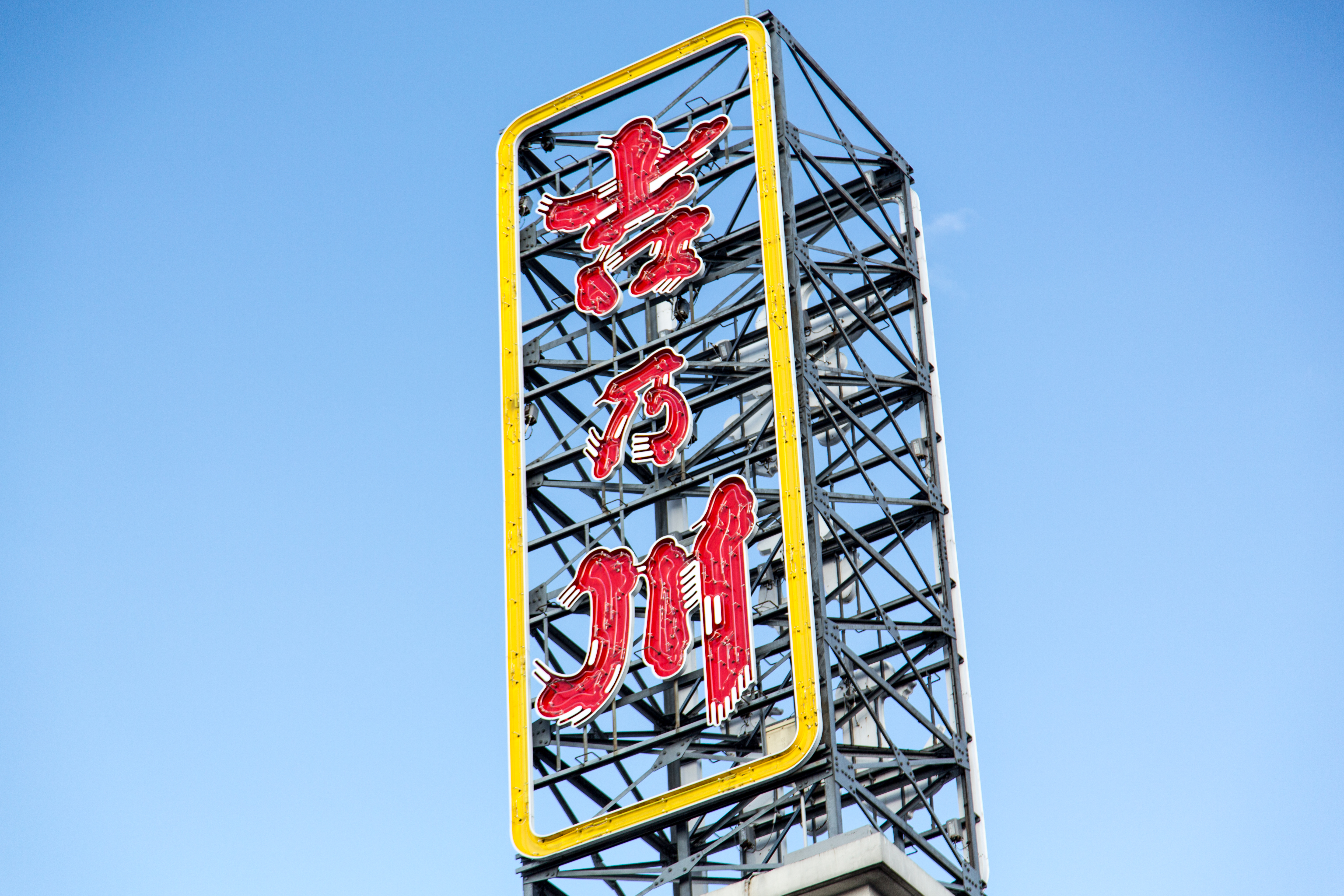
敷地に建つ吉乃川ネオン看板（新潟県長岡市摂田屋）長岡のシンボルの一つ

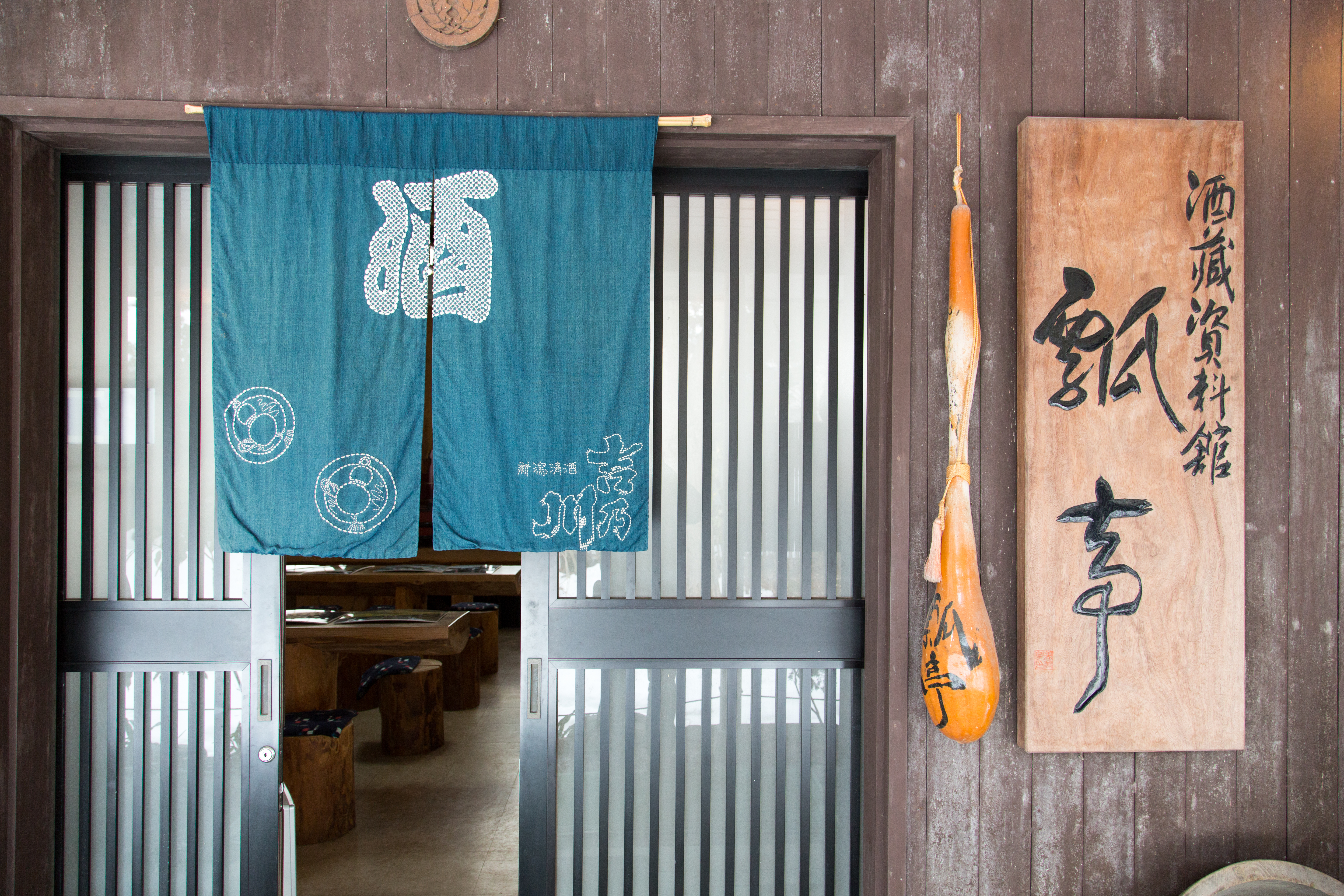
吉乃川 旧酒蔵資料館 瓢亭

新潟県最古の酒蔵とされる長岡市摂田屋の地で470年続く吉乃川の家に生まれる。吉乃川の創業は戦国時代の1548年（天文17年）で、川上主水義光（当地に先に移り住んだ川上主水義春の長兄）が吉乃川の前身である「若松屋」を創業し、城主にして蔵元となったことに始まり、以降蔵元である川上家が酒造りの伝統を守り、蔵人が手造りの技術を伝承している。
立教女学院高等学校を経て、1965年に立教大学経済学部経営学科（現・経営学部）卒業。大学時代は体育会テニス部に所属。
後に家業の蔵（吉乃川）に戻り、婿養子として川上家に入った川上眞司（現・吉乃川株式会社代表取締役会長、18代目）と結婚。その後、同社代表取締役社長を務める。
浩子は、吉乃川の酒造りを戦後から半世紀にわたって支え、昭和の名杜氏の1人と言われた鷲頭昇一を尊敬し、「今の吉乃川が顧客から愛されているのは鷲頭杜氏のおかげ」と語る。
鷲頭は浩子の祖父（川上家16代目）の弟で、大阪大学の醸造科で学んだ川上八郎から醸造理論を教わり、酒造りにかける高い熱意を持ち、妥協を許さずこだわりの姿勢を貫いたという。朝6時に蔵に来て、麹の状態を確認し、細部に渡り酒の味を見極め、利き酒の腕が鈍らないよう真面目に生活し健康面にも気をつけていた。その結果、吉乃川の酒は多くの品評会で賞を受章し、評判を高める。また、鷲頭は新潟県内の蔵元の杜氏まとめ役を務め、酒造りや業界の発展、後進の指導などの功績から、1983年（昭和58年）に黄綬褒章を受章した。

晩年の鷲頭は『山田錦』に負けない新潟の酒米造ることを掲げて、新潟県酒造組合らと共同で新品種の『越淡麗』を誕生させたが、その後体調を崩し、越淡麗を使った仕込みを行うことなく2007年にこの世を去った。2016年には、蔵人たちが鷲頭の想いを受け継ぎ、吟醸酒「極上吉乃川 鷲頭」を発売している。
その後、19代目となった川上浩司が2016年に亡くなり、蔵では470年の歴史で初めて川上家以外から入った峰政祐己が社長を務めるが（2023年現在）、浩子は名杜氏・鷲頭昇一を知るものとして、鷲頭杜氏の想いを継承しながらも、蔵をマンネリ化せず新しい吉乃川へと生まれ変わるため、会長夫人・取締役として社長の峰政を支えている。
2019年10月には吉乃川の敷地内に以前の酒蔵資料館『瓢亭』に代わり、新たに酒ミュージアム『醸蔵（じょうぐら）』を開設した。建物は大正時代に建設された築100年となる倉庫『常倉（じょうぐら）』（国登録有形文化財）をリノベーションした建築物となっており、SAKEバーや売店も併設している。
また、蔵の20代目となる川上麻衣が、Youtubeに吉乃川の公式チャンネルを立ち上げるなど、日本酒の消費量が最盛期の1/3程という厳しい状況の中で、新たなマーケティング活動を進めている。